# 19e étape du Tour d'Italie 2021
Pour un article plus général, voir Tour d'Italie 2021.
La 19e étape du Tour d'Italie 2021 se déroule le vendredi 28 mai 2021 entre Abbiategrasso et Alpe di Mera, sur une distance de 166 km. Initialement prévue sur 176 km, le parcours de l'étape est modifié pour éviter le Mottarone à la suite de l'accident du téléphérique Stresa-Alpino-Mottarone.

## Profil de l'étape
Cette étape de montagne part de la ville toscane d'Abbiategrasso pour se diriger au nord vers les Alpes. En raison de l'accident du téléphérique Stresa-Alpino-Mottarone, l'ascension du Mottarone (1re catégorie) prévue en début d'étape est remplacée par un passage par Gignese (4e catégorie). La suite du parcours reste inchangée : les coureurs descendent vers les rives du lac Majeur avant de s'élever vers le Passo della Colma (3e catégorie). L'ultime ascension d'une dizaine de kilomètres sur une route large avec virages en lacet mène les coureurs au sommet du troisième col de la journée (1re catégorie) en pleine nature à Alpe di Mera où se situe l'arrivée.

## Déroulement de la course
Après plusieurs tentatives infructueuses, une échappée de 6 hommes réussit à prendre une avance respectable sur le peloton à environ 120 kilomètres de l'arrivée. Les six coureurs composant ce groupe sont l'Italien Andrea Pasqualon et le Belge Quinten Hermans (Intermarché-Wanty Gobert), l'Américain Lawrence Warbasse (AG2R Citroen), l'Italien Nicola Venchiarutti (Androni), le Britannique Mark Christian (EOLO-Kometa) et l'Italien Giovanni Aleotti (Bora-Hansgrohe). L'avance des fuyards sur le peloton ne dépasse pas les 4 minutes puis commence à se réduire sous l'impulsion dynamique de l'équipe Deceuninck-Quick Step provoquant quelques cassures temporaires dans le peloton. À 55 kilomètres du terme, l'avance des six échappés sur le peloton est de  2'15". Trois kilomètres plus loin, une chute dans le peloton contraint Gianluca Brambilla (Trek-Segafredo) à l'abandon. Dans l'ascension du Passo della Colma (3ème catégorie), Venchiarutti ne peut suivre ses compagnons d'échappée. Et au sommet, les cinq échappés conservent une minute d'avance sur le peloton. Dans la descente de ce col, l'avance des fuyards fond pour ne plus compter qu'une quinzaine de seconde au pied de la montée finale de 9,8 km vers l'Alpe di Mera. À 7 kilomètres du sommet, Mark Christian, le dernier rescapé de l'échappée initiale est à peine repris par le peloton que João Almeida (Deceuninck-Quick Step) place une attaque. Il est toutefois repris quelques hectomètres plus loin par Simon Yates (BikieExchange) accompagné par Aleksandr Vlasov (Astana), Damiano Caruso (Bahrain-Victorious) et George Bennett (Jumbo-Visma) mais sans Egan Bernal en difficulté dans les roues ses équipiers. À 5,5 kilomètres de l'arrivée, Simon Yates lâche ses concurrents et s'isole en tête. Bien aidé par son équipier Daniel Martínez, Bernal réussit à faire la jonction avec les poursuivants de Yates. Et à 2,2 kilomètres du but, Bernal et Almeida deviennent les seuls derrière Yates qui ne parvient toutefois pas à augmenter son avance. Aux 500 mètres, Almeida dépose Bernal et termine deuxième à 11 secondes derrière Simon Yates, vainqueur de l'étape.

## Résultats

### Classement de l'étape
| \| Classement de l'étape \| Classement de l'étape \| Classement de l'étape \| Classement de l'étape \| Classement de l'étape \| \| Coureur \| Coureur \| Pays \| Équipe \| Temps \| \| --------------------- \| --------------------- \| --------------------- \| ---------------------- \| --------------------- \| \| 1er \| Simon Yates \| Royaume-Uni \| BikeExchange \| 4 h 02 min 55 s \| \| 2e \| João Almeida \| Portugal \| Deceuninck-Quick Step \| + 11 s \| \| 3e \| Egan Bernal \| Colombie \| Ineos Grenadiers \| + 28 s \| \| 4e \| Damiano Caruso \| Italie \| Bahrain Victorious \| + 32 s \| \| 5e \| Aleksandr Vlasov \| Russie \| Astana-Premier Tech \| + 32 s \| \| 6e \| Dan Martin \| Irlande \| Israel Start-Up Nation \| + 42 s \| \| 7e \| Daniel Martínez \| Colombie \| Ineos Grenadiers \| + 49 s \| \| 8e \| Koen Bouwman \| Pays-Bas \| Jumbo-Visma \| + 1 min 25 s \| \| 9e \| Tobias Foss \| Norvège \| Jumbo-Visma \| + 1 min 25 s \| \| 10e \| Romain Bardet \| France \| Team DSM \| + 1 min 25 s \| |                  |             |                        |                 |
| |                  |             |                        |                 |
| Source : ProCyclingStats |                  |             |                        |                 |
| Classement de l'étape |                  |             |                        |                 |
| Coureur | Coureur          | Pays        | Équipe                 | Temps           |
| 1er | Simon Yates      | Royaume-Uni | BikeExchange           | 4 h 02 min 55 s |
| 2e | João Almeida     | Portugal    | Deceuninck-Quick Step  | + 11 s          |
| 3e | Egan Bernal      | Colombie    | Ineos Grenadiers       | + 28 s          |
| 4e | Damiano Caruso   | Italie      | Bahrain Victorious     | + 32 s          |
| 5e | Aleksandr Vlasov | Russie      | Astana-Premier Tech    | + 32 s          |
| 6e | Dan Martin       | Irlande     | Israel Start-Up Nation | + 42 s          |
| 7e | Daniel Martínez  | Colombie    | Ineos Grenadiers       | + 49 s          |
| 8e | Koen Bouwman     | Pays-Bas    | Jumbo-Visma            | + 1 min 25 s    |
| 9e | Tobias Foss      | Norvège     | Jumbo-Visma            | + 1 min 25 s    |
| 10e | Romain Bardet    | France      | Team DSM               | + 1 min 25 s    |

### Points attribués pour le classement par points
| Sprint intermédiaire Baveno (km 97,5) | Sprint intermédiaire Baveno (km 97,5) | Sprint intermédiaire Baveno (km 97,5) | Sprint intermédiaire Baveno (km 97,5) | Sprint intermédiaire Baveno (km 97,5) |
| ------------------------------------- | ------------------------------------- | ------------------------------------- | ------------------------------------- | ------------------------------------- |
|                                       | Coureur                               | Pays                                  | Équipe                                | Point(s)                              |
| 1er                                   | Andrea Pasqualon                      | Italie                                | Intermarché-Wanty-Gobert Matériaux    | 12                                    |
| 2e                                    | Nicola Venchiarutti                   | Italie                                | Androni Giocattoli-Sidermec           | 8                                     |
| 3e                                    | Quinten Hermans                       | Belgique                              | Intermarché-Wanty-Gobert Matériaux    | 6                                     |
| 4e                                    | Giovanni Aleotti                      | Italie                                | Bora-Hansgrohe                        | 5                                     |
| 5e                                    | Larry Warbasse                        | États-Unis                            | AG2R Citroën                          | 4                                     |
| 6e                                    | Mark Christian                        | Royaume-Uni                           | Eolo-Kometa                           | 3                                     |
| 7e                                    | Matthias Brändle                      | Autriche                              | Israel Start-Up Nation                | 2                                     |
| 8e                                    | Iljo Keisse                           | Belgique                              | Deceuninck-Quick Step                 | 1                                     |
| modifier                              |                                       |                                       |                                       |                                       |

| Arrivée d'étape Alpe di Mera (km 166) | Arrivée d'étape Alpe di Mera (km 166) | Arrivée d'étape Alpe di Mera (km 166) | Arrivée d'étape Alpe di Mera (km 166) | Arrivée d'étape Alpe di Mera (km 166) |
| ------------------------------------- | ------------------------------------- | ------------------------------------- | ------------------------------------- | ------------------------------------- |
|                                       | Coureur                               | Pays                                  | Équipe                                | Point(s)                              |
| 1er                                   | Simon Yates                           | Royaume-Uni                           | BikeExchange                          | 15                                    |
| 2e                                    | João Almeida                          | Portugal                              | Deceuninck-Quick Step                 | 12                                    |
| 3e                                    | Egan Bernal                           | Colombie                              | Ineos Grenadiers                      | 9                                     |
| 4e                                    | Damiano Caruso                        | Italie                                | Bahrain Victorious                    | 7                                     |
| 5e                                    | Aleksandr Vlasov                      | Russie                                | Astana-Premier Tech                   | 6                                     |
| 6e                                    | Dan Martin                            | Irlande                               | Israel Start-Up Nation                | 5                                     |
| 7e                                    | Daniel Martínez                       | Colombie                              | Ineos Grenadiers                      | 4                                     |
| 8e                                    | Koen Bouwman                          | Pays-Bas                              | Jumbo-Visma                           | 3                                     |
| 9e                                    | Tobias Foss                           | Norvège                               | Jumbo-Visma                           | 2                                     |
| 10e                                   | Romain Bardet                         | France                                | Team DSM                              | 1                                     |
| modifier                              |                                       |                                       |                                       |                                       |

### Points attribués pour le classement du meilleur grimpeur
| Gignese (km 83) 4e catégorie (- km à -%) | Gignese (km 83) 4e catégorie (- km à -%) | Gignese (km 83) 4e catégorie (- km à -%) | Gignese (km 83) 4e catégorie (- km à -%) | Gignese (km 83) 4e catégorie (- km à -%) |
| ---------------------------------------- | ---------------------------------------- | ---------------------------------------- | ---------------------------------------- | ---------------------------------------- |
|                                          | Coureur                                  | Pays                                     | Équipe                                   | Point(s)                                 |
| 1er                                      | Mark Christian                           | Royaume-Uni                              | Eolo-Kometa                              | 3                                        |
| 2e                                       | Nicola Venchiarutti                      | Italie                                   | Androni Giocattoli-Sidermec              | 2                                        |
| 3e                                       | Andrea Pasqualon                         | Italie                                   | Intermarché-Wanty-Gobert Matériaux       | 1                                        |
| modifier                                 |                                          |                                          |                                          |                                          |

| Passo della Colma (km 127,4) 3e catégorie (8,1 km à 5,8%) | Passo della Colma (km 127,4) 3e catégorie (8,1 km à 5,8%) | Passo della Colma (km 127,4) 3e catégorie (8,1 km à 5,8%) | Passo della Colma (km 127,4) 3e catégorie (8,1 km à 5,8%) | Passo della Colma (km 127,4) 3e catégorie (8,1 km à 5,8%) |
| --------------------------------------------------------- | --------------------------------------------------------- | --------------------------------------------------------- | --------------------------------------------------------- | --------------------------------------------------------- |
|                                                           | Coureur                                                   | Pays                                                      | Équipe                                                    | Point(s)                                                  |
| 1er                                                       | Larry Warbasse                                            | États-Unis                                                | AG2R Citroën                                              | 9                                                         |
| 2e                                                        | Quinten Hermans                                           | Belgique                                                  | Intermarché-Wanty-Gobert Matériaux                        | 4                                                         |
| 3e                                                        | Andrea Pasqualon                                          | Italie                                                    | Intermarché-Wanty-Gobert Matériaux                        | 3                                                         |
| 4e                                                        | Giovanni Aleotti                                          | Italie                                                    | Bora-Hansgrohe                                            | 1                                                         |
| modifier                                                  |                                                           |                                                           |                                                           |                                                           |

| \| Alpe di Mera (km 166) 1re catégorie (9,8 km à 8,9%) \| Alpe di Mera (km 166) 1re catégorie (9,8 km à 8,9%) \| Alpe di Mera (km 166) 1re catégorie (9,8 km à 8,9%) \| Alpe di Mera (km 166) 1re catégorie (9,8 km à 8,9%) \| Alpe di Mera (km 166) 1re catégorie (9,8 km à 8,9%) \| \| --------------------------------------------------- \| --------------------------------------------------- \| --------------------------------------------------- \| --------------------------------------------------- \| --------------------------------------------------- \| \| \| Coureur \| Pays \| Équipe \| Point(s) \| \| 1er \| Simon Yates \| Royaume-Uni \| BikeExchange \| 40 \| \| 2e \| João Almeida \| Portugal \| Deceuninck-Quick Step \| 18 \| \| 3e \| Egan Bernal \| Colombie \| Ineos Grenadiers \| 12 \| \| 4e \| Damiano Caruso \| Italie \| Bahrain Victorious \| 9 \| \| 5e \| Aleksandr Vlasov \| Russie \| Astana-Premier Tech \| 6 \| \| 6e \| Dan Martin \| Irlande \| Israel Start-Up Nation \| 4 \| \| 7e \| Daniel Martínez \| Colombie \| Ineos Grenadiers \| 2 \| \| 8e \| Koen Bouwman \| Pays-Bas \| Jumbo-Visma \| 1 \| \| modifier \| \| \| \| \| |                  |             |                        |          |
| Alpe di Mera (km 166) 1re catégorie (9,8 km à 8,9%) |                  |             |                        |          |
| | Coureur          | Pays        | Équipe                 | Point(s) |
| 1er | Simon Yates      | Royaume-Uni | BikeExchange           | 40       |
| 2e | João Almeida     | Portugal    | Deceuninck-Quick Step  | 18       |
| 3e | Egan Bernal      | Colombie    | Ineos Grenadiers       | 12       |
| 4e | Damiano Caruso   | Italie      | Bahrain Victorious     | 9        |
| 5e | Aleksandr Vlasov | Russie      | Astana-Premier Tech    | 6        |
| 6e | Dan Martin       | Irlande     | Israel Start-Up Nation | 4        |
| 7e | Daniel Martínez  | Colombie    | Ineos Grenadiers       | 2        |
| 8e | Koen Bouwman     | Pays-Bas    | Jumbo-Visma            | 1        |
| modifier |                  |             |                        |          |

### Points attribués pour le classement des sprints intermédiaires
| Sprint intermédiaire Baveno (km 97,5) | Sprint intermédiaire Baveno (km 97,5) | Sprint intermédiaire Baveno (km 97,5) | Sprint intermédiaire Baveno (km 97,5) | Sprint intermédiaire Baveno (km 97,5) |
| ------------------------------------- | ------------------------------------- | ------------------------------------- | ------------------------------------- | ------------------------------------- |
|                                       | Coureur                               | Pays                                  | Équipe                                | Point(s)                              |
| 1er                                   | Andrea Pasqualon                      | Italie                                | Intermarché-Wanty-Gobert Matériaux    | 10                                    |
| 2e                                    | Nicola Venchiarutti                   | Italie                                | Androni Giocattoli-Sidermec           | 6                                     |
| 3e                                    | Quinten Hermans                       | Belgique                              | Intermarché-Wanty-Gobert Matériaux    | 3                                     |
| 4e                                    | Giovanni Aleotti                      | Italie                                | Bora-Hansgrohe                        | 2                                     |
| 5e                                    | Larry Warbasse                        | États-Unis                            | AG2R Citroën                          | 1                                     |
| modifier                              |                                       |                                       |                                       |                                       |

| Sprint intermédiaire Scopetta (km 151,6) | Sprint intermédiaire Scopetta (km 151,6) | Sprint intermédiaire Scopetta (km 151,6) | Sprint intermédiaire Scopetta (km 151,6) | Sprint intermédiaire Scopetta (km 151,6) |
| ---------------------------------------- | ---------------------------------------- | ---------------------------------------- | ---------------------------------------- | ---------------------------------------- |
|                                          | Coureur                                  | Pays                                     | Équipe                                   | Point(s)                                 |
| 1er                                      | Mark Christian                           | Royaume-Uni                              | Eolo-Kometa                              | 10                                       |
| 2e                                       | Giovanni Aleotti                         | Italie                                   | Bora-Hansgrohe                           | 6                                        |
| 3e                                       | Larry Warbasse                           | États-Unis                               | AG2R Citroën                             | 3                                        |
| 4e                                       | Quinten Hermans                          | Belgique                                 | Intermarché-Wanty-Gobert Matériaux       | 2                                        |
| 5e                                       | Andrea Pasqualon                         | Italie                                   | Intermarché-Wanty-Gobert Matériaux       | 1                                        |
| modifier                                 |                                          |                                          |                                          |                                          |

### Bonifications
|   | Coureur          | Pays        | Équipe         | Secondes |
| - | ---------------- | ----------- | -------------- | -------- |
| 1 | Mark Christian   | Royaume-Uni | Eolo-Kometa    | 3 s      |
| 2 | Giovanni Aleotti | Italie      | Bora-Hansgrohe | 2 s      |
| 3 | Larry Warbasse   | États-Unis  | AG2R Citroën   | 1 s      |

|   | Coureur      | Pays        | Équipe                | Secondes |
| - | ------------ | ----------- | --------------------- | -------- |
| 1 | Simon Yates  | Royaume-Uni | BikeExchange          | 10 s     |
| 2 | João Almeida | Portugal    | Deceuninck-Quick Step | 6 s      |
| 3 | Egan Bernal  | Colombie    | Ineos Grenadiers      | 4 s      |

## Classements à l'issue de l'étape

### Classement général
| \| Classement général \| Classement général \| Classement général \| Classement général \| Classement général \| \| Coureur \| Coureur \| Pays \| Équipe \| Temps \| \| ------------------ \| ------------------ \| ------------------ \| ---------------------- \| ------------------ \| \| 1er \| Egan Bernal \| Colombie \| Ineos Grenadiers \| 81 h 13 min 37 s \| \| 2e \| Damiano Caruso \| Italie \| Bahrain Victorious \| + 2 min 29 s \| \| 3e \| Simon Yates \| Royaume-Uni \| BikeExchange \| + 2 min 49 s \| \| 4e \| Aleksandr Vlasov \| Russie \| Astana-Premier Tech \| + 6 min 11 s \| \| 5e \| Hugh Carthy \| Royaume-Uni \| EF Education-Nippo \| + 7 min 10 s \| \| 6e \| Romain Bardet \| France \| Team DSM \| + 7 min 32 s \| \| 7e \| Daniel Martínez \| Colombie \| Ineos Grenadiers \| + 7 min 42 s \| \| 8e \| João Almeida \| Portugal \| Deceuninck-Quick Step \| + 8 min 26 s \| \| 9e \| Tobias Foss \| Norvège \| Jumbo-Visma \| + 10 min 19 s \| \| 10e \| Dan Martin \| Irlande \| Israel Start-Up Nation \| + 13 min 55 s \| |                  |             |                        |                  |
| |                  |             |                        |                  |
| Source : ProCyclingStats |                  |             |                        |                  |
| Classement général |                  |             |                        |                  |
| Coureur | Coureur          | Pays        | Équipe                 | Temps            |
| 1er | Egan Bernal      | Colombie    | Ineos Grenadiers       | 81 h 13 min 37 s |
| 2e | Damiano Caruso   | Italie      | Bahrain Victorious     | + 2 min 29 s     |
| 3e | Simon Yates      | Royaume-Uni | BikeExchange           | + 2 min 49 s     |
| 4e | Aleksandr Vlasov | Russie      | Astana-Premier Tech    | + 6 min 11 s     |
| 5e | Hugh Carthy      | Royaume-Uni | EF Education-Nippo     | + 7 min 10 s     |
| 6e | Romain Bardet    | France      | Team DSM               | + 7 min 32 s     |
| 7e | Daniel Martínez  | Colombie    | Ineos Grenadiers       | + 7 min 42 s     |
| 8e | João Almeida     | Portugal    | Deceuninck-Quick Step  | + 8 min 26 s     |
| 9e | Tobias Foss      | Norvège     | Jumbo-Visma            | + 10 min 19 s    |
| 10e | Dan Martin       | Irlande     | Israel Start-Up Nation | + 13 min 55 s    |

| Classement par points | Classement par points | Classement par points | Classement par points              | Classement par points |
| Coureur               | Coureur               | Pays                  | Équipe                             | Points                |
| --------------------- | --------------------- | --------------------- | ---------------------------------- | --------------------- |
| 1er                   | Peter Sagan           | Slovaquie             | Bora-Hansgrohe                     | 135 pts               |
| 2e                    | Davide Cimolai        | Italie                | Israel Start-Up Nation             | 113 pts               |
| 3e                    | Fernando Gaviria      | Colombie              | UAE Team Emirates                  | 110 pts               |
| 4e                    | Elia Viviani          | Italie                | Cofidis                            | 86 pts                |
| 5e                    | Egan Bernal           | Colombie              | Ineos Grenadiers                   | 68 pts                |
| 6e                    | Dries De Bondt        | Belgique              | Alpecin-Fenix                      | 63 pts                |
| 7e                    | Andrea Pasqualon      | Italie                | Intermarché-Wanty-Gobert Matériaux | 61 pts                |
| 8e                    | Simone Consonni       | Italie                | Cofidis                            | 60 pts                |
| 9e                    | Alberto Bettiol       | Italie                | EF Education-Nippo                 | 53 pts                |
| 10e                   | Nikias Arndt          | Allemagne             | Team DSM                           | 53 pts                |

| Classement par points | Classement par points | Classement par points | Classement par points              | Classement par points |
| Coureur               | Coureur               | Pays                  | Équipe                             | Points                |
| --------------------- | --------------------- | --------------------- | ---------------------------------- | --------------------- |
| 1er                   | Peter Sagan           | Slovaquie             | Bora-Hansgrohe                     | 135 pts               |
| 2e                    | Davide Cimolai        | Italie                | Israel Start-Up Nation             | 113 pts               |
| 3e                    | Fernando Gaviria      | Colombie              | UAE Team Emirates                  | 110 pts               |
| 4e                    | Elia Viviani          | Italie                | Cofidis                            | 86 pts                |
| 5e                    | Egan Bernal           | Colombie              | Ineos Grenadiers                   | 68 pts                |
| 6e                    | Dries De Bondt        | Belgique              | Alpecin-Fenix                      | 63 pts                |
| 7e                    | Andrea Pasqualon      | Italie                | Intermarché-Wanty-Gobert Matériaux | 61 pts                |
| 8e                    | Simone Consonni       | Italie                | Cofidis                            | 60 pts                |
| 9e                    | Alberto Bettiol       | Italie                | EF Education-Nippo                 | 53 pts                |
| 10e                   | Nikias Arndt          | Allemagne             | Team DSM                           | 53 pts                |

| Classement de la montagne | Classement de la montagne | Classement de la montagne | Classement de la montagne | Classement de la montagne |
| Coureur                   | Coureur                   | Pays                      | Équipe                    | Points                    |
| ------------------------- | ------------------------- | ------------------------- | ------------------------- | ------------------------- |
| 1er                       | Geoffrey Bouchard         | France                    | AG2R Citroën Team         | 180 pts                   |
| 2e                        | Egan Bernal               | Colombie                  | Ineos Grenadiers          | 121 pts                   |
| 3e                        | Dan Martin                | Irlande                   | Israel Start-Up Nation    | 83 pts                    |
| 4e                        | Simon Yates               | Royaume-Uni               | BikeExchange              | 57 pts                    |
| 5e                        | Bauke Mollema             | Pays-Bas                  | Trek-Segafredo            | 53 pts                    |
| 6e                        | Lorenzo Fortunato         | Italie                    | Eolo-Kometa               | 52 pts                    |
| 7e                        | Damiano Caruso            | Italie                    | Bahrain Victorious        | 50 pts                    |
| 8e                        | João Almeida              | Portugal                  | Deceuninck-Quick Step     | 48 pts                    |
| 9e                        | Dries De Bondt            | Belgique                  | Alpecin-Fenix             | 39 pts                    |
| 10e                       | Jan Tratnik               | Slovénie                  | Bahrain Victorious        | 26 pts                    |

| Classement de la montagne | Classement de la montagne | Classement de la montagne | Classement de la montagne | Classement de la montagne |
| Coureur                   | Coureur                   | Pays                      | Équipe                    | Points                    |
| ------------------------- | ------------------------- | ------------------------- | ------------------------- | ------------------------- |
| 1er                       | Geoffrey Bouchard         | France                    | AG2R Citroën Team         | 180 pts                   |
| 2e                        | Egan Bernal               | Colombie                  | Ineos Grenadiers          | 121 pts                   |
| 3e                        | Dan Martin                | Irlande                   | Israel Start-Up Nation    | 83 pts                    |
| 4e                        | Simon Yates               | Royaume-Uni               | BikeExchange              | 57 pts                    |
| 5e                        | Bauke Mollema             | Pays-Bas                  | Trek-Segafredo            | 53 pts                    |
| 6e                        | Lorenzo Fortunato         | Italie                    | Eolo-Kometa               | 52 pts                    |
| 7e                        | Damiano Caruso            | Italie                    | Bahrain Victorious        | 50 pts                    |
| 8e                        | João Almeida              | Portugal                  | Deceuninck-Quick Step     | 48 pts                    |
| 9e                        | Dries De Bondt            | Belgique                  | Alpecin-Fenix             | 39 pts                    |
| 10e                       | Jan Tratnik               | Slovénie                  | Bahrain Victorious        | 26 pts                    |

| Classement du meilleur jeune | Classement du meilleur jeune | Classement du meilleur jeune | Classement du meilleur jeune | Classement du meilleur jeune |
| Coureur                      | Coureur                      | Pays                         | Équipe                       | Temps                        |
| ---------------------------- | ---------------------------- | ---------------------------- | ---------------------------- | ---------------------------- |
| 1er                          | Egan Bernal                  | Colombie                     | Ineos Grenadiers             | 81 h 13 min 37 s             |
| 2e                           | Aleksandr Vlasov             | Russie                       | Astana-Premier Tech          | + 6 min 11 s                 |
| 3e                           | Daniel Martínez              | Colombie                     | Ineos Grenadiers             | + 7 min 42 s                 |
| 4e                           | João Almeida                 | Portugal                     | Deceuninck-Quick Step        | + 8 min 26 s                 |
| 5e                           | Tobias Foss                  | Norvège                      | Jumbo-Visma                  | + 10 min 19 s                |
| 6e                           | Attila Valter                | Hongrie                      | Groupama-FDJ                 | + 38 min 18 s                |
| 7e                           | Lorenzo Fortunato            | Italie                       | Eolo-Kometa                  | + 42 min 19 s                |
| 8e                           | Michael Storer               | Australie                    | Team DSM                     | + 1 h 41 min 19 s            |
| 9e                           | Alessandro Covi              | Italie                       | UAE Team Emirates            | + 1 h 49 min 29 s            |
| 10e                          | Einer Rubio                  | Colombie                     | Movistar Team                | + 1 h 55 min 36 s            |

| Classement du meilleur jeune | Classement du meilleur jeune | Classement du meilleur jeune | Classement du meilleur jeune | Classement du meilleur jeune |
| Coureur                      | Coureur                      | Pays                         | Équipe                       | Temps                        |
| ---------------------------- | ---------------------------- | ---------------------------- | ---------------------------- | ---------------------------- |
| 1er                          | Egan Bernal                  | Colombie                     | Ineos Grenadiers             | 81 h 13 min 37 s             |
| 2e                           | Aleksandr Vlasov             | Russie                       | Astana-Premier Tech          | + 6 min 11 s                 |
| 3e                           | Daniel Martínez              | Colombie                     | Ineos Grenadiers             | + 7 min 42 s                 |
| 4e                           | João Almeida                 | Portugal                     | Deceuninck-Quick Step        | + 8 min 26 s                 |
| 5e                           | Tobias Foss                  | Norvège                      | Jumbo-Visma                  | + 10 min 19 s                |
| 6e                           | Attila Valter                | Hongrie                      | Groupama-FDJ                 | + 38 min 18 s                |
| 7e                           | Lorenzo Fortunato            | Italie                       | Eolo-Kometa                  | + 42 min 19 s                |
| 8e                           | Michael Storer               | Australie                    | Team DSM                     | + 1 h 41 min 19 s            |
| 9e                           | Alessandro Covi              | Italie                       | UAE Team Emirates            | + 1 h 49 min 29 s            |
| 10e                          | Einer Rubio                  | Colombie                     | Movistar Team                | + 1 h 55 min 36 s            |

| Classement par équipes | Classement par équipes | Classement par équipes | Classement par équipes |
| Équipe                 | Équipe                 | Pays                   | Temps                  |
| ---------------------- | ---------------------- | ---------------------- | ---------------------- |
| 1re                    | Ineos Grenadiers       | Royaume-Uni            | 244 h 14 min 06 s      |
| 2e                     | Team DSM               | Allemagne              | + 2 min 20 s           |
| 3e                     | Jumbo-Visma            | Pays-Bas               | + 26 min 22 s          |
| 4e                     | Trek-Segafredo         | États-Unis             | + 28 min 23 s          |
| 5e                     | Astana-Premier Tech    | Kazakhstan             | + 30 min 59 s          |
| 6e                     | Team BikeExchange      | Australie              | + 58 min 36 s          |
| 7e                     | EF Education-Nippo     | États-Unis             | + 1 h 16 min 44 s      |
| 8e                     | Movistar Team          | Espagne                | + 1 h 18 min 43 s      |
| 9e                     | Deceuninck-Quick Step  | Belgique               | + 1 h 25 min 22 s      |
| 10e                    | Bahrain Victorious     | Bahreïn                | + 1 h 28 min 28 s      |

| Classement par équipes | Classement par équipes | Classement par équipes | Classement par équipes |
| Équipe                 | Équipe                 | Pays                   | Temps                  |
| ---------------------- | ---------------------- | ---------------------- | ---------------------- |
| 1re                    | Ineos Grenadiers       | Royaume-Uni            | 244 h 14 min 06 s      |
| 2e                     | Team DSM               | Allemagne              | + 2 min 20 s           |
| 3e                     | Jumbo-Visma            | Pays-Bas               | + 26 min 22 s          |
| 4e                     | Trek-Segafredo         | États-Unis             | + 28 min 23 s          |
| 5e                     | Astana-Premier Tech    | Kazakhstan             | + 30 min 59 s          |
| 6e                     | Team BikeExchange      | Australie              | + 58 min 36 s          |
| 7e                     | EF Education-Nippo     | États-Unis             | + 1 h 16 min 44 s      |
| 8e                     | Movistar Team          | Espagne                | + 1 h 18 min 43 s      |
| 9e                     | Deceuninck-Quick Step  | Belgique               | + 1 h 25 min 22 s      |
| 10e                    | Bahrain Victorious     | Bahreïn                | + 1 h 28 min 28 s      |

## Abandons
- Alexander Cepeda (Androni Giocattoli-Sidermec) : non-partant
- Victor Lafay (Cofidis) : non-partant
- Gianluca Brambilla (Trek-Segafredo) : abandon